# Friedrich Karl Klausing
Friedrich Karl Klausing (24 de mayo de 1920 - 8 de agosto de 1944) fue un combatiente de la resistencia en la Alemania Nazi, y uno de los conspiradores del complot del 20 de julio.

## Biografía
Friedrich Klausing nació en Múnich, Alemania. En su adolescencia sirvió en las Juventudes Hitlerianas y en Reichsarbeitsdienst (Servicio de Labores del Estado).
Se unió a la Wehrmacht en otoño de 1938, perteneciendo al 9.º Regimiento de Infantería de Potsdam y luchó y fue herido en la batalla de Stalingrado. En julio de 1943 Klausing fue herido de nuevo durante la batalla de Wolchow (Voljov) cerca del lago Ladoga (Leningrado). Subsiguientemente ocupó un puesto de asistente de oficial en el Oberkommando der Wehrmacht y se involucró en el plan de asesinar a Hitler por Fritz-Dietlof von der Schulenburg.
El 11 de julio de 1944, en el primer atentado contra la vida de Hitler, Klausing fue junto a Claus Schenk von Stauffenberg como su adjunto en el Obersalzberg (es decir el Berghof cerca de Berchtesgaden) y se aseguró de que un coche y un avión estaban esperando, preparados para llevarse a los conspiradores a Berlín después de hacer el trabajo. Sin embargo, el plan del Obersalzberg fue pospuesto, como un segundo intento el 15 de julio en la Guarida del Lobo cerca de Rastenburg en Prusia Oriental, donde Klausing hizo los mismos preparativos para Stauffenberg.
El 20 de julio, el Capitán Klausing se quedó en el Bendlerblock en Berlín mientras Stauffenberg fue a la Guarida del Lobo a intentarlo de nuevo, y fue conjuntamente responsable por enviar las órdenes de la Operación Valquiria. Envió las órdenes a, entre otros, Ewald-Heinrich von Kleist-Schmenzin. En la noche del 20-21 de julio, después de que se hiciera evidente que el maletín con la bomba de Stauffenberg no había matado a Hitler, Klausing fue el único que escapó del tiroteo en el Bendlerblock después del cual Stauffenberg y varios otros conspiradores fueron capturados, pero a la mañana siguiente, se entregó a la Gestapo.
En un juicio fraudulento ante el Volksgerichtshof el 8 de agosto de 1944, fue sentenciado a muerte. La sentencia fue ejecutada el mismo día en la prisión de Plötzensee en Berlín.